# Oblast de Magadan
O oblast de Magadan é uma divisão federal da Federação da Rússia, criada pelo presidente da URSS em 1953 e que hoje integra o Distrito Federal Oriental. A região de Magadan é composta por 53 municípios: um bairro da cidade (Magadan), 8 municípios, 21 cidades e 23 vilas.
De acordo com o censo populacional de 2010, o oblast tinha uma população de 156 996 habitantes, o que faz dele o menos povoado oblast da Rússia, e a trigésima divisão federal da Rússia menos povoada.
A cidade de Magadan é o centro administrativo e a maior cidade do território.
Faz fronteira com o okrug autónomo de Tchukotka a norte, com o krai de Kamtchatka a leste, com o krai de Khabarovsk a sul, e com a República de Sakha a oeste.
A sua economia baseia-se maioritariamente na mineração, principalmente de ouro, prata e outros metais não ferrosos.

## Geografia
A região está localizada nas margens do mar de Okhotsk e do Pacífico. A maior parte do território está na chapada de Kolyma, região de frio permanente, e é coberta pela tundra. Os principais rios da região são oKolyma e o Aian-Iuriakh.

## Economia
O PIB da região de Magadan, em 2005 foi de 25 782,1 milhões de rublos, ou 0,12% do PIB da Rússia para esse ano, ou apenas 3,11% do produto bruto regional do Distrito Federal Oriental. No entanto, o PIB per capita na região foi superior à média para o Extremo Oriente da Rússia: 149 000 rublos, contra 126 000 para o Extremo Oriente.
As principais indústrias são de mineração (ouro, prata e, de forma secundária, estanho, carvão e tungstênio) e pesca. A indústria de mineração está quase totalmente concentrada em Susuman e Omsuktchan e a pesca na cidade de Magadan.

## História
O território da região era habitado por tribos, entre elas os Iacutos, antes da primeira viagem de cossacos russos na região de Kolyma.
A história começa em 1920 com a chegada de expedições de exploração científica. No início da expedição de 1930 foram descobertos depósitos de aluviões de ouro e no final de 1930 já havia uma mina construída.
Na época foi amplamente usado o trabalho de prisioneiros, na verdade em condições de escravatura, que foram empregados nos trabalhos mais difíceis. Segundo o censo de 1926, a população da região de Magadan era de apenas 7 mil pessoas. Mas em 1939, como resultado da Dalstroi — que utilizava trabalho de prisioneiros nas minas de ouro — a população cresceu para 152 mil pessoas. Após a transição para um sistema de recrutamento organizado, a população continuou a crescer e, em 1990, ascendia a cerca de 390 mil pessoas.

## População
A população é de cerca de 157 mil pessoas (2010) e a densidade populacional de 0,34 habitantes por quilómetro quadrado. 95,3 % (2009) da população é urbanizada e 70% vive em Magadan (114 900 em 2008). A maioria da população têm origem russa (80,2%) e ucraniana (9,9%), mas também são comuns os bielorrussos (1,2%), tártaros (1,1%), inguches (0,45%) e indígenas.
Entre os povos indígenas, 57% são evens, 23% coriacos e 13% itelmens. Uma proporção significativa dos que vivem em áreas rurais vivem de ofícios populares, sendo os principais a criação de renas e a pesca. A maioria desse grupo se dedica à agricultura de subsistência.
1. ↑  National Human Development Report, Russian Federation, 2013, P. 150.